# Мальована анімація
Мальована анімація (заст. укр. мальована мультиплікація) — це класичний вид анімації, що являє собою серію мальованих зображень, на кожному з яких об'єкт представлений в іншій фазі руху. Окремі малюнки покадрово фотографуються, а потім проектуються на екран із швидкістю 24 кадрів за секунду в звуковій анімації або 16 кадрів за секунду — в німій. Більше за інші види мистецтва анімація ґрунтується на легендах і казках.

## Історія
У XIX ст. було доведено, що зображення залишається на сітківці ока ще долі секунди після того, як око перестає сприймати сам об'єкт, і з урахуванням цього відкриття винаходилися спеціальні механізми, такі, як "Зоотроп" (1830-ті роки) британського годинникаря У. Хорнера: барабан з послідовністю мальованих зображень. Барабан обертався, і складалося враження, що фігурки рухаються. У 1880-х роках французький винахідник Е. Рейно розвинув цю ідею, додавши проектор. У 1906, після винаходу кінокамери, Дж. С. Блектон зробив перший у США анімаційний фільм. Гумористичні фази смішних мордочок, де був застосований принцип "один кадр — один малюнок". У 1911 під його керівництвом мультиплікатор Вінзор Маккей створив фільм Маленький Немо за газетним коміксом. Але як мистецтво анімація утвердилася після фільму Мак-Кея «Динозавр Герті» (1914). Герті танцювала на екрані, вивертала з коренем дерева, утримувала на носі м'яч.
Потім була придумана пошарова техніка малювання об'єктів і фонів на прозорих плівках, що накладаються одна на одну. На одному шарі можна було розмістити задній фон, на другому — нерухомі частини тіл персонажів, на третьому — рухливі й т.д. Це значно зменшило трудомісткість робіт, тому що не потрібно було малювати кожен кадр з нуля. Вперше пошарову техніку застосував Волт Дісней.